# Lesley Blanch
Lesley Blanch, född 6 juni 1904 i London, död 7 maj 2007 i Garavan nära Menton i Frankrike, var en engelsk författare, historiker och resenär. Hon fick bland annat Brittiska imperieorden och blev invald  The Royal Society of Literature.

## Liv och karriär
Blanch gick på St Paul's Girls' School i Hammersmith från 1915 till 1921. Med en förkärlek för studier skulle Blanch ägna större delen av sitt liv åt att resa och att dokumentera sin färd på fjärran platser genom att livligt beskriva dessa i sina böcker. Hon hade livslånga passioner för Ryssland och Mellanöstern. Hon var, med historikern Philip Mansels ord, "inte en skola, en trend eller en specifik typ, utan ett riktigt original".
Blanch studerade måleri på Slade School of Fine Art i London mellan 1922 och 1924 och fortsatte på samma sätt som alla konstnärer då gjorde för att förtjäna sitt uppehälle: kostymer för teatern, bokomslag för bland annat T.S. Eliot, väggpaneler och väggmålningar i storslagna hus, satiriska karikatyrporträtt av dåtida kändisar samt en affisch för Londons tunnelbana (1933). Åtta av hennes scendekorer var med och representerade England i New Yorks Museum of Modern Arts internationella teaterkonstutställning 1934.
Hon vände sig även mot journalistiken och arbetade som underredaktör på brittiska Vogue mellan 1937 och 1944, med uppdraget att skriva om allt utom mode. Hon rapporterade om olika aspekter av Storbritanniens del av andra världskriget för informationsministeriet (Ministry of Information), och dokumenterade om livet för kvinnor i den brittiska armén tillsammans med hennes vän, fotografen Lee Miller. Societetsfotografen och designern Cecil Beaton beundrade henne och blev en livslång vän.
Hon gifte sig 1930 med Robert Alan Wimberley Bicknell och skiljde sig 1941, trots att äktenskapet fallerat långt innan dess. Hon påstod i en intervju i augusti 2006 att hon hade gift sig med Bicknell "för kärlek till ett hus" som han ägde i Richmond och med utsikt över floden Themsen. I april 1945 gifte hon sig med den franska romanförfattaren och diplomaten Romain Gary. Livet inom den franska diplomatin förde dem till Balkan, Turkiet, Nordafrika, Mexiko och USA. I USA umgicks de med Aldous Huxley och med Hollywood-stjärnor som Gary Cooper, Sophia Loren och Laurence Olivier.
Gary lämnade henne för den amerikanska skådespelerskan Jean Seberg och de skiljdes 1962. Blanch fortsatte resa från sitt hem i Paris, och träffade sina gamla vänner Nancy Mitford, Violet Trefusis, Rebecca West och Windsor-familjen. Hon var nära vän till Gerald de Gaury, som kunde sätta in henne i Mellanösterns kultur och sedvänjor.
Den mest kända av hennes 12 böcker är Kärlekens hetare stränder (The Wilder Shores of Love), om fyra engelska kvinnor, Isabel Burton, Lady Jane Digby, Isabelle Eberhardt och Aimée du Buc de Rivéry, en kusin till Napoleon I:s första fru Joséphine de Beauharnais, som alla "följde den kallande stjärnan i Öst". Boken banade väg för en ny typ av biografi, fokuserande på "kvinnor som flyr konventionens leda" och titeln (The Wilder Shores of Love) blev till en minnesvärd fras i det engelska språket. Boken inspirerade även den amerikanska konstnären Cy Twombly som döpte ett av sina verk till det.
Blanchs kärlek till Ryssland, väckt av en vän till hennes föräldrar som hon kallade "Resenären", är återgiven i Journey into the Mind's Eye, Fragments of an Autobiography (1968, ej översatt), vilken delvis är en reseskildring, delvis en kärlekshistoria. "Resenären" blev inte bara hennes sexuella uppvaknande utan gav henne också aptit för exotiska berättelser om Sibirien och Centralasien.
Lesley Blanch själv ansåg att henne bästa bok var The Sabres of Paradise (ej översatt, 1960), vilket är en biografi över imamen Shamyl och det imperialistiska ryska styret i Georgien och Kaukasus under det tidiga 1800-talet. Hennes memoarer över sin exman, Romain Gary, A Private View, skrevs på engelska men publicerades först i fransk översättning. Den är inkluderad i hennes postuma memoarer, publicerade av Virago 2015.

## Publikationer
- 1954: The Wilder Shores of Love (Kärlekens hetare stränder) London: Phoenix Press | New York: Simon & Schuster
- 1955: Round the World in 80 Dishes, the World Through the Kitchen Window (kokbok) London: Grub Street
- 1957: The Game of Hearts: Harriette Wilson and her Memoirs (redigerad och introducerad av Lesley Blanch)
  - --do.-- Harriette Wilson's Memoirs; selected and edited by Lesley Blanch (introduktion: s. 3–59; The lady and the game; Harriette Wilson's memoirs: s. 61–442). London: Phoenix Press, 2003
- 1960: The Sabres of Paradise: Conquest and Vengeance in the Caucasus (biografi över imamen Shamyl och det imperialistiska ryska styret i Georgien och Kaukasus under det tidiga 1800-talet), London: BookBlast ePublishing
- 1963: Under a Lilac-Bleeding Star, Travels and Travellers
- 1965: The Nine Tiger Man, a Tale of Low Behaviour in High Places, London: BookBlast ePublishing
- 1968: Journey into the Mind's Eye, Fragments of an Autobiography London: Eland Books
- 1974: Pavilions of the Heart, the Four Walls of Love
- 1978: Farah, Shahbanou of Iran
- 1983: Pierre Loti: Portrait of an Escapist
- 1989: From Wilder Shores, the Tables of my Travels (kokbok)
- 1998: Romain, un regard particulier; traduit de l'anglais par Jean Lambert. Arles: Actes Sud
- 2015: On the Wilder Shores of Love: A Bohemian Life London: Virago